# یونا تویویو
یونا تویویو (فنلاندی: Joona Toivio؛ زادهٔ ۱۰ مارس ۱۹۸۸) بازیکن فوتبال اهل فنلاند است.
از باشگاه‌هایی که در آن بازی کرده‌است می‌توان به باشگاه فوتبال مولده، باشگاه فوتبال هلسینکی، باشگاه فوتبال دیورگاردن و باشگاه فوتبال آزد آلکمار اشاره کرد.
وی همچنین در تیم‌های ملی فوتبال زیر ۲۱ سال فنلاند و فنلاند بازی کرده‌است.